# 張棟 (萬曆庚辰進士)
張棟（1547年—1601年），字士隆，號還樸，直隸保定府安肅縣人，民籍，明朝政治人物。

## 生平
隆庆四年（1570年）庚午科順天府鄉試第五十九名，萬曆八年（1580年）庚辰科會試第一百七十五名，登三甲第二百一十一名進士。工部觀政，次年授渭南知县，十五年（1587年）升南京刑部主事，以终养辞官归乡。
二十年（1592年）起补兵部职方司主事，营建山海关，二十三年升员外郎，本年升陕西佥事，二十四年升兰州兵备副使，二十六年致仕。二十七年播州杨应龙造反，起补四川监军副使，加升参政、佥事、监军道，二十九年去世。贈太仆卿。

## 家族
曾祖張忠；祖父張雨；本生祖父張雲；父張昶，贈知县。